# Turnhalle Bergstraße 34/36
Die Turnhalle Bergstraße 34/36 im niedersächsischen Nordenham-Einswarden im Landkreis Wesermarsch stammt aus der Mitte des 20. Jahrhunderts.

Aktuell (2024) wird sie vermutlich als betriebliche Halle genutzt.
Das Gebäude steht unter Denkmalschutz (siehe auch Liste der Baudenkmale in Nordenham).

## Beschreibung
Das eingeschossige verklinkerte Gebäude in Fachwerk mit Satteldach wurde um 1940 gebaut.
Das Landesdenkmalamt befand zur Bedeutung: „geschichtlich“.